# Districtul Draria
Draria este un district din provincia Alger, Algeria.